# Dangchu Gewog
Dangchu (Dzongkha: དྭངས་ཆུ་) ist einer von fünfzehn Gewogs (Blöcke) des Dzongkhags Wangdue Phodrang in Zentralbhutan. 
Dangchu Gewog ist wiederum eingeteilt in fünf Chiwogs (Wahlkreise). Laut der Volkszählung von 2005 leben in diesem Gewog 1299 Menschen auf einer Fläche von 171 km² in 266 Haushalten in 16 Dörfern bzw. Weilern. Die Wahlkommission listet in ihrer Aufstellung einschließlich Kleinstsiedlungen insgesamt 24 benannte Siedlungen auf.
Der Gewog befindet sich in zentraler Lage im Distrikts Wangdue Phodrang und erstreckt sich über Höhenlagen zwischen 1540 und 4120 m und ist zu 75 % mit Wald bedeckt. 
Ihr Auskommen hat die Bevölkerung von Dangchu Gewog hauptsächlich durch Ackerbau und Viehzucht. Es werden Kartoffeln, Reis, Weizen und Chili angebaut sowie Milch, Käse und Butter erzeugt.
An staatlichen Einrichtungen gibt es neben der Gewog-Verwaltung
eine Gesundheitsgrundversorgungsstelle (BHU, Basic Health Unit)
und drei medizinische Beratungsstellen (Outreach Clinic) 
sowie ein Büro zur Entwicklung erneuerbarer natürlicher Ressourcen (RNR, Renewable Natural Resource centre).
Zu den Schulen im Gewog zählen eine Grundschulen und als weiterführende Schule eine Lower Secondary School, die von etwa 400 Schülern besucht wird.
Insgesamt gibt es in diesem Gewog 16 buddhistische Tempel (Lhakhangs), die sich in Staats-, Gemeinde- oder Privatbesitz befinden.
| Chiwog                                           | Dörfer bzw. Weiler |
| ------------------------------------------------ | ------------------ |
| Tashidingkha Zimi བཀྲིས་ལྡིང་ཁ་_ཟི་མི་                 | Bamed              |
| Tashidingkha Zimi བཀྲིས་ལྡིང་ཁ་_ཟི་མི་                 | Chhubarwog         |
| Tashidingkha Zimi བཀྲིས་ལྡིང་ཁ་_ཟི་མི་                 | Chhubar Taagm      |
| Tashidingkha Zimi བཀྲིས་ལྡིང་ཁ་_ཟི་མི་                 | Dogsena            |
| Tashidingkha Zimi བཀྲིས་ལྡིང་ཁ་_ཟི་མི་                 | Zimi               |
| Tashidingkha Zimi བཀྲིས་ལྡིང་ཁ་_ཟི་མི་                 | Doenchhoeling      |
| Tashidingkha Zimi བཀྲིས་ལྡིང་ཁ་_ཟི་མི་                 | Selgona            |
| Tashidingkha Zimi བཀྲིས་ལྡིང་ཁ་_ཟི་མི་                 | Tashidingkha       |
| Tashidingkha Zimi བཀྲིས་ལྡིང་ཁ་_ཟི་མི་                 | Phuentshoggang     |
| Tashidingkha Zimi བཀྲིས་ལྡིང་ཁ་_ཟི་མི་                 | Tashigang          |
| Godraang Taagsar གོ་བྲང་_སྟག་གསར་                   | Taagsar            |
| Godraang Taagsar གོ་བྲང་_སྟག་གསར་                   | Godraang           |
| Godraang Taagsar གོ་བྲང་_སྟག་གསར་                   | Loom joog          |
| Godraang Taagsar གོ་བྲང་_སྟག་གསར་                   | Drongmeed          |
| Tomla Tokaling ལྟོ་ཀ་གླིང་_སྟོམ་ལ་                     | Gempang            |
| Tomla Tokaling ལྟོ་ཀ་གླིང་_སྟོམ་ལ་                     | Tokaling           |
| Tomla Tokaling ལྟོ་ཀ་གླིང་_སྟོམ་ལ་                     | Tomla              |
| Uesagang གཨུས་ས་སྒང་                               | Gedra Goenpa       |
| Uesagang གཨུས་ས་སྒང་                               | Paljorling         |
| Uesagang གཨུས་ས་སྒང་                               | Uesagang           |
| Doongdoongnyelsa Norbooding དུང་དུང་ཉལ་ས་_ནོར་བུ་ལྡིང་ | Norbooding         |
| Doongdoongnyelsa Norbooding དུང་དུང་ཉལ་ས་_ནོར་བུ་ལྡིང་ | Rigoen             |
| Doongdoongnyelsa Norbooding དུང་དུང་ཉལ་ས་_ནོར་བུ་ལྡིང་ | Ridag Goenpa       |
| Doongdoongnyelsa Norbooding དུང་དུང་ཉལ་ས་_ནོར་བུ་ལྡིང་ | Rithangwog         |